# Walter Kelly
Walter Muir Kelly (Cowdenbeath, 15 aprile 1929 – Dunfermline, 6 febbraio 1993) è stato un calciatore scozzese, di ruolo centrocampista.

## Biografia
Suo fratello maggiore Willie fu a sua volta un calciatore professionista; anche suo padre e altri due dei suoi fratelli hanno giocato nelle serie minori scozzesi.

## Carriera
Kelly esordisce tra i professionisti nella stagione 1946-1947, all'età di 17 anni, con i Raith Rovers, club della seconda divisione scozzese; dopo aver vinto il campionato nella stagione 1948-1949, l'anno seguente esordisce in prima divisione, categoria nella quale gioca poi anche nella stagione 1950-1951, terminata la quale dopo complessive 13 partite ed un gol in incontri di campionato viene ceduto al Bury, club della seconda divisione inglese; trascorre con i Quakers sei stagioni consecutive, tutte in questa categoria, mettendo a segno complessivamente 76 reti in 160 partite giocate. Nel 1958, dopo una stagione trascorsa in terza divisione al Doncaster (29 presenze e 6 reti), si trasferisce allo Stockport County, con cui realizza 12 gol in 47 partite giocate sempre in questa stessa categoria. Successivamente si accasa al Chester nel neonato campionato di Fourth Division, in cui gioca per le successive due stagioni con un bilancio totale di 56 presenze e 24 reti in incontri di campionato. Trascorre infine la stagione 1961-1962 con i semiprofessionisti dell'Hyde.
In carriera ha totalizzato complessivamente 292 presenze e 118 reti nei campionati della Football League.

## Palmarès

### Club

#### Competizioni nazionali
- Scottish Championship: 1

Raith Rovers: 1948-1949